# 3. Liga 2023-2024
La 3. Liga 2023-2024 è stata la sedicesima edizione della 3. Liga, la terza serie del campionato tedesco di calcio.

## Stagione

### Novità
| Promosse dalla Fußball-Regionalliga       | Retrocesse dalla 2. Fußball-Bundesliga      | Promosse in 2. Fußball-Bundesliga    | Retrocesse in Fußball-Regionalliga |
| ----------------------------------------- | ------------------------------------------- | ------------------------------------ | ---------------------------------- |
| Lubecca Preußen Münster Ulma Unterhaching | Arminia Bielefeld Sandhausen Jahn Ratisbona | Elversberg Osnabrück Wehen Wiesbaden | Bayreuth Meppen Oldenburg Zwickau  |

## Squadre partecipanti
| Club                 | Città               | Stadio                    | Stagione precedente                |
| -------------------- | ------------------- | ------------------------- | ---------------------------------- |
| Arminia Bielefeld    | Bielefeld           | SchücoArena               | 16º posto in 2. Fußball-Bundesliga |
| Borussia Dortmund II | Dortmund            | Stadion Rote Erde         | 13º posto in 3. Liga               |
| Dinamo Dresda        | Dresda              | DDV-Stadion               | 6º posto in 3. Liga                |
| Duisburg             | Duisburg            | Schauinsland-Reisen-Arena | 12º posto in 3. Liga               |
| Erzgebirge Aue       | Aue                 | Erzgebirgsstadion         | 14º posto in 3. Liga               |
| Friburgo II          | Friburgo            | Schwarzwald-Stadion       | 2º posto in 3. Liga                |
| Hallescher           | Halle               | Leuna Chemie Stadion      | 16º posto in 3. Liga               |
| Ingolstadt 04        | Ingolstadt          | Audi-Sportpark            | 11º posto in 3. Liga               |
| Jahn Ratisbona       | Ratisbona           | Continental Arena         | 17º posto in 2. Fußball-Bundesliga |
| Lubecca              | Lubecca             | Stadion an der Lohmühle   | 1º posto in Regionalliga Nord      |
| Monaco 1860          | Monaco di Baviera   | Grünwalder Stadion        | 8º posto in 3. Liga                |
| Preußen Münster      | Monaco di Vestfalia | Osnatel Arena             | 1º posto in Regionalliga Ovest     |
| Rot-Weiss Essen      | Essen               | Stadion Essen             | 15º posto in 3. Liga               |
| Saarbrücken          | Saarbrücken         | Ludwigsparkstadion        | 5º posto in 3. Liga                |
| Sandhausen           | Sandhausen          | Hardtwaldstadion          | 18º posto in 2. Fußball-Bundesliga |
| Verl                 | Verl                | Benteler-Arena            | 10º posto in 3. Liga               |
| Viktoria Colonia     | Colonia             | Sportpark Höhenberg       | 9º posto in 3. Liga                |
| Waldhof Mannheim     | Mannheim            | Carl-Benz-Stadion         | 7º posto in 3. Liga                |
| Ulma                 | Ulma                | Donaustadion              | 1º posto in Regionalliga Sud Ovest |
| Unterhaching         | Unterhaching        | Sportpark Unterhaching    | 1º posto in Regionalliga Bayern    |

## Allenatori e primatisti
Aggiornato al 11 dicembre 2023
| Squadra              | Allenatore          | Calciatore più presente | Cannoniere                         |
| -------------------- | ------------------- | ----------------------- | ---------------------------------- |
| Arminia Bielefeld    | Michél Kniat        |                         | Fabian Klos (6)                    |
| Borussia Dortmund II | Jan Zimmermann      |                         | Julian Hettwer (6)                 |
| Dinamo Dresda        | Markus Anfang       |                         | Stefan Kutschke (8)                |
| Duisburg             | Boris Schommers     |                         | Sebastian Mai (3)                  |
| Erzgebirge Aue       | Pavel Dochev        |                         | Marcel Bär (7)                     |
| Friburgo II          | Thomas Stamm        |                         | Maximilian Breunig (3)             |
| Hallescher           | Sreto Ristić        |                         | Dominic Baumann (11)               |
| Ingolstadt 04        | Michael Köllner     |                         | Jannik Mause (12)                  |
| Jahn Ratisbona       | Joe Enochs          |                         | Dominik Kother (5)                 |
| Lubecca              | Lukas Pfeiffer      |                         | Mats Facklam Cyrill Akono (3)      |
| Monaco 1860          | Frank Schmöller     |                         | Morris Schröter Joël Zwarts (4)    |
| Preußen Münster      | Sascha Hildmann     |                         | Malik Batmaz (11)                  |
| Rot-Weiss Essen      | Christoph Dabrowski |                         | Marvin Obuz (4)                    |
| Saarbrücken          | Rüdiger Ziehl       |                         | Kai Brünker (8)                    |
| Sandhausen           | Jens Keller         |                         | Rouwen Hennings (6)                |
| Ulma                 | Thomas Wörle        |                         | Dennis Chessa (6)                  |
| Unterhaching         | Marc Unterberger    |                         | Patrick Hobsch (8)                 |
| Verl                 | Alexander Ende      |                         | Oliver Batista Meier (9)           |
| Viktoria Colonia     | Olaf Janßen         |                         | Luca Marseiler (9)                 |
| Waldhof Mannheim     | Rüdiger Rehm        |                         | Jesaja Herrmann Kennedy Okpala (3) |

## Classifica
|  | Pos. | Squadra              | Pt | G  | V  | N  | P  | GF | GS | DR  |
|  | ---- | -------------------- | -- | -- | -- | -- | -- | -- | -- | --- |
|  | 1.   | Ulma                 | 77 | 38 | 23 | 8  | 7  | 65 | 38 | +27 |
|  | 2.   | Preußen Münster      | 67 | 38 | 19 | 10 | 9  | 68 | 49 | +19 |
|  | 3.   | Jahn Ratisbona       | 63 | 38 | 17 | 12 | 9  | 51 | 42 | +9  |
|  | 4.   | Dinamo Dresda        | 62 | 38 | 19 | 5  | 14 | 58 | 40 | +18 |
|  | 5.   | Saarbrücken          | 60 | 38 | 15 | 15 | 8  | 60 | 43 | +17 |
|  | 6.   | Erzgebirge Aue       | 60 | 38 | 16 | 12 | 10 | 51 | 47 | +5  |
|  | 7.   | Rot-Weiss Essen      | 59 | 38 | 17 | 8  | 13 | 60 | 53 | +7  |
|  | 8.   | Sandhausen           | 56 | 38 | 15 | 11 | 12 | 58 | 57 | +1  |
|  | 9.   | Unterhaching         | 55 | 38 | 16 | 7  | 15 | 50 | 49 | +1  |
|  | 10.  | Ingolstadt 04        | 54 | 38 | 14 | 12 | 12 | 65 | 51 | +14 |
|  | 11.  | Borussia Dortmund II | 54 | 38 | 14 | 12 | 12 | 58 | 53 | +5  |
|  | 12.  | Verl                 | 53 | 38 | 14 | 11 | 13 | 59 | 56 | +3  |
|  | 13.  | Viktoria Colonia     | 49 | 38 | 12 | 10 | 15 | 59 | 65 | -6  |
|  | 14.  | Arminia Bielefeld    | 46 | 38 | 11 | 13 | 14 | 48 | 47 | +1  |
|  | 15.  | Monaco 1860          | 46 | 38 | 13 | 7  | 18 | 40 | 42 | -2  |
|  | 16.  | Waldhof Mannheim     | 43 | 38 | 11 | 10 | 17 | 51 | 60 | -9  |
|  | 17.  | Hallescher           | 40 | 38 | 11 | 7  | 20 | 50 | 68 | -18 |
|  | 18.  | Duisburg             | 34 | 38 | 8  | 10 | 20 | 41 | 65 | -24 |
|  | 19.  | Lubecca              | 32 | 38 | 6  | 14 | 18 | 37 | 77 | -40 |
|  | 20.  | Friburgo II          | 30 | 38 | 8  | 6  | 24 | 37 | 64 | -27 |

## Spareggio promozione
Allo spareggio sono ammesse la sedicesima classificata in 2. Fußball-Bundesliga e la terza classificata in 3. Liga.
|                 | Risultati |                 | Luogo e data              |
| --------------- | --------- | --------------- | ------------------------- |
| Jahn Ratisbona  | 2 - 2     | Wehen Wiesbaden | Ratisbona, 24 maggio 2024 |
| Wehen Wiesbaden | 1 - 2     | Jahn Ratisbona  | Wiesbaden, 28 maggio 2024 |
|                 |           |                 |                           |

## Statistiche

### Squadre

#### Capoliste solitarie
|    | —— | —— | —— | —— | —— | —— | —— | —— | ——  | ——  | ——  | ——  | ——  | ——  | ——  | ——  | ——  | ——  | ——  | ——  | ——  | ——  | ——  | ——  | ——  | ——  | ——  | ——  | ——  | ——  | ——  | ——  | ——  | ——  | ——  | ——  | ——  | —— |  |
|    |    |    |    |    |    |    |    |    |     |     |     |     |     |     |     |     |     |     |     |     |     |     |     |     |     |     |     |     |     |     |     |     |     |     |     |     |     |    |  |
|    |    |    |    |    |    |    |    |    |     |     |     |     |     |     |     |     |     |     |     |     |     |     |     |     |     |     |     |     |     |     |     |     |     |     |     |     |     |    |  |
|    |    |    |    |    |    |    |    |    |     |     |     |     |     |     |     |     |     |     |     |     |     |     |     |     |     |     |     |     |     |     |     |     |     |     |     |     |     |    |  |
| 1ª | 2ª | 3ª | 4ª | 5ª | 6ª | 7ª | 8ª | 9ª | 10ª | 11ª | 12ª | 13ª | 14ª | 15ª | 16ª | 17ª | 18ª | 19ª | 20ª | 21ª | 22ª | 23ª | 24ª | 25ª | 26ª | 27ª | 28ª | 29ª | 30ª | 31ª | 32ª | 33ª | 34ª | 35ª | 36ª | 37ª | 38ª |    |  |

### Individuali

#### Classifica marcatori
| Gol |  |  | Giocatore       | Squadra              |
| --- |  |  | --------------- | -------------------- |
| 18  |  |  | Jannik Mause    | Ingolstadt 04        |
| 17  |  |  | Joel Grodowski  | Preussen Münster     |
| 17  |  |  | Malik Batmaz    | Preussen Münster     |
| 15  |  |  | Dominic Baumann | Hallescher           |
| 14  |  |  | Lars Lokotsch   | Verl                 |
| 14  |  |  | Stefan Kutschke | Dinamo Dresda        |
| 13  |  |  | Ole Pohlmann    | Borussia Dortmund II |
| 13  |  |  | Luca Marseiler  | Viktoria Colonia     |
| 13  |  |  | Marcel Bär      | Erzgebirge Aue       |